# 零距離射撃
零距離射撃（ゼロきょりしゃげき、れいきょりしゃげき、0距離射撃）とは、近距離に迫った敵に対して、砲弾が発射されるとすぐ炸裂するようにして行う射撃。

## 概要
榴散弾を使用し、砲弾が砲口を出た直後に爆発させるとキャニスター弾と同じ効果を得られるため、砲兵部隊が非常時に行う自衛手段として用いられた。榴散弾があまり使用されなくなった第二次大戦期においても自衛用の弾として榴散弾が携行されることがあり、日中戦争などで零距離射撃が行われた。砲弾は砲口前から15メートル付近で破裂、その効力が及ぶ縦方面の距離は軽量な火砲で砲口前から約300から400メートル、十五糎榴弾砲や十糎および十五糎加農砲であれば最大700メートルになる。